# باتريك بيرغر
باتريك بيرغر (بالتشيكية: Patrik Berger)، من مواليد 10 نوفمبر 1973 في براغ في التشيك، لاعب كرة قدم تشيكي.
بدأ مسيرته الكروية مع نادي سلافيا براغ في عام 1991، ولعب معهم حتى عام 1995، وشارك معهم في 89 مباراة وسجل 24 هدف، وفي موسم 1995/1996 انتقل إلى نادي بروسيا دورتموند الألماني، ولعب معهم 25 مباراة وسجل 4 أهداف، وفي عام 1996 انتقل إلى نادي ليفربول الإنجليزي، ولعب حتى عام 2003، وشارك معهم في 148 مباراة وسجل 28 هدف، وفي عام 2003 انتقل إلى نادي بورتسموث الإنجليزي، ولعب معهم حتى عام 2005، وشارك معهم في 52 مباراة وسجل 8 أهداف، وفي عام 2005 إنضم إلى نادي أستون فيلا، وأعير في عام 2006 إلى نادي ستوك سيتي، ولعب معهم 7 مباريات، وعاد إلى نادي أستون فيلا.
و لعب مع منتخب التشيك لكرة القدم منذ عام 1993.

## مسيرته الكروية
لعب باتريك بيرغر خلال مسيرته الاحترافية مع 7 أندية في عشرون موسمًا وسجل خلالها 72 هدفًا ضمن 373 مباراة. حيث فاز في موسم واحد بالكأس وفي موسمين بالدوري.
خاض باتريك بيرغر مسيرته مع نادي سلافيا براغ في موسم 1991–92 ليلعب معه أربعة مواسم، مشاركًا في 89 مباراة سجل خلالها 24 هدفًا. ثم انتقل إلى نادي بوروسيا دورتموند للفورميلا في موسم 1995–96 لمدة موسم واحد، حيث شارك في 25 مباراة سجل خلالها 4 أهداف. لينتقل بعدها إلى نادي ليفربول في موسم 1996–97 ليلعب معه سبعة مواسم، مشاركًا في 148 مباراة سجل خلالها 28 هدفًا. ثم انتقل إلى نادي بورتسموث في موسم 2003–04 ولمدة موسمين، مشاركًا في 52 مباراة سجل خلالها 8 أهداف. هذا وانتقل لاحقًا إلى نادي أستون فيلا في موسم 2005–06 واستمر معه طيلة ثلاثة مواسم، مشاركًا في 29 مباراة سجل خلالها هدفين. ثم انتقل بعدها إلى نادي سبارتا براغ في موسم 2008–09 ولمدة موسمين، مشاركًا في 23 مباراة سجل خلالها 6 أهداف.

## روابط خارجية
- باتريك بيرغر على موقع الاتحاد الدولي (مؤرشف)  (الإنجليزية)
- باتريك بيرغر على موقع الاتحاد الأوربي (الإنجليزية)
- باتريك بيرغر على موقع الاتحاد التشيكي (الإنجليزية)
- باتريك بيرغر على موقع إي إس بي إن إف سي (الإنجليزية)
- باتريك بيرغر على موقع قاعدة بيانات كرة القدم.إي يو (الإنجليزية)
- باتريك بيرغر على موقع بيانات كرة القدم. دي إي (الألمانية)
- باتريك بيرغر على موقع ناشيونال فوتبول تيمز (الإنجليزية)
- باتريك بيرغر على موقع Soccerbase.com (لاعب) (الإنجليزية)
- باتريك بيرغر على موقع Soccerway.com (الإنجليزية)
- باتريك بيرغر على موقع عالم كرة القدم.نت (الإنجليزية)